# ᶴ
Cette page contient des caractères spéciaux ou non latins. S’ils s’affichent mal (▯, ?, etc.), consultez la page d’aide Unicode.
ᶴ, appelée ech en exposant, ech supérieur ou lettre modificative ech, est un ancien symbole de l’alphabet phonétique international. Il est formé de la lettre latine ech mise en exposant.

## Utilisation
Dans certaines transcriptions de l’alphabet phonétique international, non standard depuis 1989, ‹ ᶴ › est utilisé après le symbole d’une consonne palato-alvéolaire sourde pour indiquer l’articulation secondaire fricative, indiquant une affriquée, par exemple la consonne affriquée palato-alvéolaire sourde [tᶴ], notée [tʃ] ou [t͡ʃ] avec l’alphabet phonétique international.

## Représentations informatiques
La lettre modificative ech peut être représenté avec les caractères Unicode suivants (extensions phonétiques) :
| formes       | représentations | chaînes de caractères | points de code | descriptions                      | note                            |
| ------------ | --------------- | --------------------- | -------------- | --------------------------------- | ------------------------------- |
| modificative | ᶴ               | ᶴ                     | U+1DB4         | lettre modificative minuscule ech | codé pour le symbole phonétique |

## Sources
- Association phonétique internationale, Exposé des principes de l’Association phonétique internationale, Leipzig, B. G. Teubner, 1900 (JSTOR 44749210, lire en ligne)
- (en) Peter Constable, Revised Proposal to Encode Additional Phonetic Modifier Letters in the UCS, 1er février 2004 (lire en ligne)
- (en) International Phonetic Association, « Report on the 1989 Kiel Convention », Journal of the International Phonetic Association, vol. 19, no 2,‎ 1989, p. 67-80 (DOI 10.1017/S0025100300003868)
- (en) International Phonetics Association, Handbook of the International Phonetics Association : a guide to the use of the International Phonetic Alphabet, Cambridge, Cambridge University Press, 1999, 204 p. (ISBN 0-521-63751-1 et 0-521-65236-7, lire en ligne)
- (en) John Laver, Principles of phonetics, Cambridge, Cambridge University Press., coll. « Cambridge textbooks in linguistics », 1994